# Un marito in condominio
Un marito in condominio è un film del 1963 diretto da Angelo Dorigo.

## Trama
Lo zio Enea è un anziano sofferente e vicino alla morte. La famiglia Calcaterra spera che muoia presto e che lasci tutta la sua eredità a suo nipote Salvatore. Tuttavia non scorre buon sangue perché lo zio Enea era fascista e Salvatore è repubblicano.